# Eubarnesia arida
Eubarnesia arida là một loài bướm đêm trong họ Geometridae.